# Calosoma pentheri
Calosoma pentheri is een keversoort uit de familie van de loopkevers (Carabidae). De wetenschappelijke naam van de soort is voor het eerst geldig gepubliceerd in 1918 door Apfelbeck.
De kever wordt 15 tot 17 millimeter lang en is brachypteer (kan niet vliegen).
De soort komt voor in het zuiden van Montenegro en het noorden van Albanië op hoogtes van 2200 tot 2500 meter boven zeeniveau.